# ورقة أسيلة

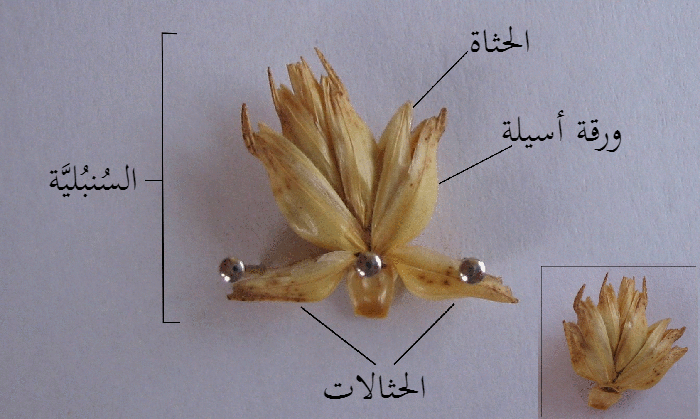
أجزاء سُنَيْبُلة عشبة وحيدة، تتألَّف من قِنَابتين وأربعة زُهَيرات خَصْبَة مع زُهَيرة مَركزيّة إضافيَّة قد تكون أو لا تكون عَقيمة (غَير مُثمرة).

الورقة الأَسِيلة أو القُنابَة السُّفلِيَّة أو القُنابة الداخِليَّة (بالإنجليزية: Lemma)‏ هو مُصطلح نباتيّ تشكُّليّ يُستَخدم في علم النبات للإشارة إلى جزء من سُنَيْبُلة الأعشاب (الفصيلة القَبَئِيَّة)، وهو أدنى قِنابتين تُشبهان العُصَافة تُغلِّفان الزُهَيرة. غالبًا ما تَنْتُج مع هُلْبٍ (شَعْرٌ غليظٌ وصَلْب) يُدعى حَسَكة، وقد تشبه في الشكل عُصافَتا السُّنْبُل. عادةً ما تُفَسَّر على أنّها قِنابة لكن أيضًا فُسِّرَت على أنّها بُقاوَة (مُجافي المِحْوَر) من الأعضاء الثلاثة لِدُوَّارَة (الحَثَاْة) كُمّ الزَّهْرَة أو الغِلاَفُ الزَّهْرِي (قد تُظهِر الحثاة عضوين آخرَين مجموعين معًا).
شكل الورقة الأسيلة وعدد أوردتها وفيما إذا كانت مُحَسَّكة أم لا ووجود أو غياب الأَشعار، هي خواص هامّة للغاية في علم تصنيف الأعشاب.